# Cyclopinotus eximius
Cyclopinotus eximius is een eenoogkreeftjessoort uit de familie van de Cyclopinidae. De wetenschappelijke naam van de soort is voor het eerst geldig gepubliceerd in 1982 door Monchenko.